# Olga von Togni
Olga Anna Eleonore von Togni (* 19. Dezember 1914 in Wien, Österreich-Ungarn; † 15. Mai 1992 in München, Deutschland) war eine österreichische Schauspielerin.

## Leben
Die Tochter eines Generals absolvierte eine Tanz- und Schauspielausbildung und war zu Beginn der 1930er Jahre Solotänzerin auf Wiener Bühnen. Als Schauspielerin gab sie ihr Debüt 1939 in Aussig und Marienbad. Es folgten Engagements in Linz, Dortmund und 1942 am Schillertheater in Berlin. Weitere Theaterstationen waren Aachen, Stuttgart und München.
Ab 1948 übernahm Olga von Togni Filmrollen, in denen sie entgegen ihrer adligen Herkunft meist einfache Landfrauen darstellte. Sie war mit dem Kameramann Walter Robert Lach verheiratet und wurde auf dem Waldfriedhof in München, Neuer Teil, Gräberfeld 421, anonym beigesetzt.

## Filmografie
- 1944/50: Die Kreuzlschreiber
- 1948: Die Verjüngungskur
- 1951: Der Weibsteufel
- 1954: Maxie
- 1955: Der Major und die Stiere
- 1955: Feuerwerk
- 1956: IA in Oberbayern
- 1956: Liane, das Mädchen aus dem Urwald
- 1956: Jeanne oder Die Lerche
- 1956: Geliebte Corinna
- 1957: Der Edelweißkönig
- 1957: Wer die Heimat liebt / Das heilige Erbe
- 1958: Besuch aus der Zone
- 1958: Die Landärztin
- 1959: Menschen im Netz
- 1959: Straße der Gerechten
- 1961: Herr Raymond kommt nicht
- 1962: Romanze in Venedig
- 1962: …und ewig knallen die Räuber
- 1962: So war Mama
- 1962: Becket oder Die Ehre Gottes
- 1962: Bekenntnisse eines möblierten Herrn
- 1963: Das Kriminalmuseum – Die Nadel
- 1964: Das Kriminalmuseum – Der Schlüssel
- 1963: Der Bauer als Millionär
- 1963: Die Legende vom heiligen Trinker
- 1965: Die fünfte Kolonne – Blumen für Zimmer 19
- 1965: Die Geschäfte des Herrn Mercadet
- 1965: Oberst Wennerström (Fernseh-Zweiteiler)
- 1968: Das Kriminalmuseum – Die Postanweisung
- 1968: Die goldene Pille
- 1969: Herzblatt oder Wie sag ich’s meiner Tochter?
- 1969: Spion unter der Haube
- 1971: Paragraph 218 – Wir haben abgetrieben, Herr Staatsanwalt
- 1972: Der Kommissar – Das Ende eines Humoristen
- 1973: Im Reservat
- 1977: Mond Mond Mond (Fernsehserie)
- 1977: Drei sind einer zuviel (Serie)
- 1979: Derrick – Das dritte Opfer
- 1980: Weekend im Paradies
- 1981: Heute spielen wir den Boß – Wo geht’s denn hier zum Film?
- 1982: Logik des Gefühls
- 1988: Die Männer vom K3 – Schützenfest